# Unguraș
Unguraș (in ungherese Bálványosváralja, in tedesco Schlosswall) è un comune della Romania di 2 970 abitanti, ubicato nel distretto di Cluj, nella regione storica della Transilvania.
Il comune è formato dall'unione di 5 villaggi: Batin, Daroț, Sicfa, Unguraș, Valea Ungurașului.